# Scipion (1779)
Pour les articles homonymes, voir Scipion.

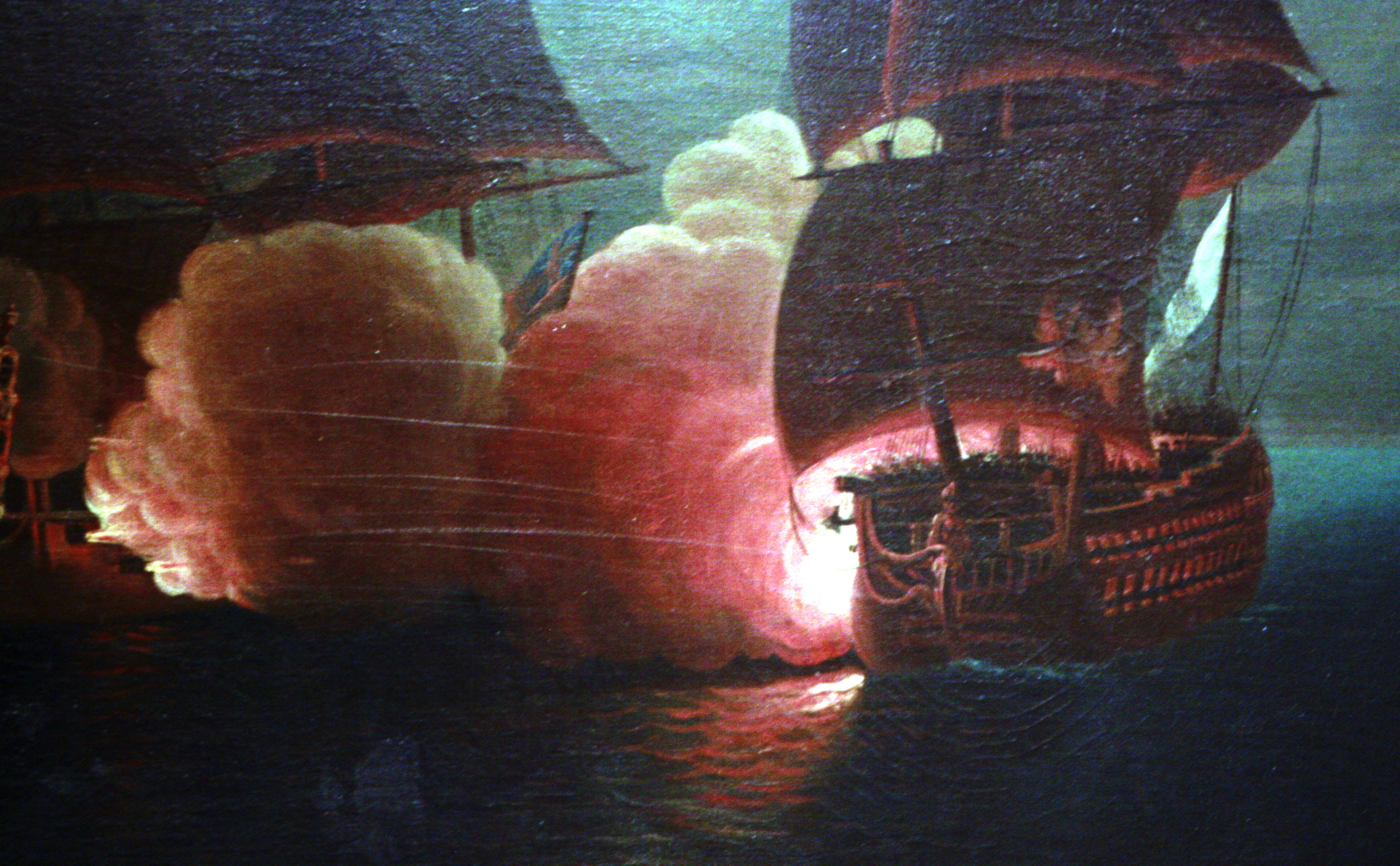
Le Scipion tirant sur le London pendant le combat du 17 octobre 1782.

Le Scipion est un vaisseau de ligne de 74 canons de la Marine royale française. Ses plans sont de l'ingénieur Clairin Deslauriers. Mis en chantier début 1778, il est lancé à Rochefort le 19 septembre 1778. La rapidité de sa construction est due à la mobilisation navale qui correspond à l'entrée de la France dans la guerre d'Indépendance Américaine. Il sert pendant la guerre d'indépendance des États-Unis, conflit qui voit sa perte en 1782.

## Caractéristiques générales
Le Scipion est un vaisseau de force de 74 canons lancé selon les normes définies dans les années 1740 par les constructeurs français pour obtenir un bon rapport coût/manœuvrabilité/armement afin de pouvoir tenir tête à la marine anglaise qui dispose de beaucoup plus de vaisseaux. Sans être standardisé, le Scipion, partage les caractéristiques communes de tous les « 74 canons » construits à des dizaines d’exemplaires jusqu’au début du XIXe siècle et qui évoluent au rythme lent des techniques de construction de l’époque et de la volonté des responsables navals d’exploiter au mieux cette excellente catégorie de navire de guerre.
Comme pour tous les vaisseaux de guerre de l’époque, sa coque est en chêne. Son gréement, (mâts et vergues) est en pin. Il y a aussi de l’orme, du tilleul, du peuplier et du noyer pour les affûts des canons, les sculptures des gaillards et les menuiseries intérieures. Les cordages (80 tonnes) et les voiles (à peu près 2 500 m2) sont en chanvre. Un deuxième jeu de voiles de secours est stocké en soute. Prévu pour pouvoir opérer pendant des semaines très loin de ses bases européennes s’il le faut, ses capacités de transport sont considérables. Il emporte pour trois mois de consommation d’eau, complétée par six mois de vin. S’y ajoute pour cinq à six mois de vivres, soit plusieurs dizaines de tonnes de biscuits, farine, légumes secs et frais, viande et poisson salé, fromage, huile, vinaigre, sel, sans compter du bétail sur pied qui sera abattu au fur et à mesure de la campagne.
Il dispose sur son pont inférieur de 28 canons de 36 livres (les plus gros calibres en service dans la flotte à cette époque) et de 30 canons de 18 livres sur son pont supérieur. En outre, 16 canons de 8 livres sont répartis sur les gaillards. Cette artillerie en fer pèse 215 tonnes. Lorsqu'elle tire, elle peut délivrer une bordée pesant 838 livres (soit à peu près 410 kg) et le double si le navire fait feu simultanément sur les deux bords. Le vaisseau embarque près de 6 000 boulets pesants au total 67 tonnes. S’y ajoute des boulets ramés, chaînés et beaucoup de mitraille (8 tonnes). Il y a 20 tonnes de poudre noire, stockée sous forme de gargousses ou en vrac dans les profondeurs du vaisseau. En moyenne, chaque canon dispose de 50 à 60 boulets.

## Carrière
En 1779, il rentre de Saint-Domingue accompagné de vaisseaux français et espagnols et de la frégate française la Surveillante et mouille à Brest
En mars 1781, il fait partie de l'escadre du comte de Grasse qui quitte Brest en accompagnant un grand convoi pour les Antilles. Il est commandé par le capitaine Clavel. Il est engagé dans la bataille de Fort-Royal, le 29 avril 1781, qui permet de lever le siège de la Martinique. Cette même année, toujours dans l'escadre de Grasse, il passe en Amérique du Nord et combat à la bataille de la baie de Chesapeake. Le Scipion se trouve à l'arrière de la ligne de bataille française.
En 1782, il ne participe pas à la bataille des Saintes mais combat vaillamment le 17 octobre de cette même année, sous les ordres du capitaine de vaisseau Nicolas Henri de Grimouard, contre deux vaisseaux de ligne anglais le HMS London et le Torbay, respectivement de 90 et 74 canons. Par les manœuvres habiles de son capitaine, le Scipion parvient à se positionner favorablement et à infliger d'importants dégâts au HMS London avant de prendre la fuite. Mais les Britanniques ne le laissent pas s'échapper. Le lendemain, alors qu'il est toujours poursuivi, le Scipion est victime d'une fortune de mer : il heurte une roche inconnue en baie de Samaná (dans l'actuelle République dominicaine), et coule. Le Scipion fait partie des vingt vaisseaux de ligne perdus par la Marine royale lors de la guerre d’Indépendance américaine. Son épave a été localisée récemment[Quand ?].

## Sources
- (en) Cet article est partiellement ou en totalité issu de l’article de Wikipédia en anglais intitulé « French ship Scipion (1779) » (voir la liste des auteurs).
- (en) Joseph Allen, Battles of the British Navy, Londres, Henry Bohn, 1852 (lire en ligne), p. 349–350
- Michel Vergé-Franceschi (dir.), Dictionnaire d'Histoire maritime, Paris, éditions Robert Laffont, coll. « Bouquins », 2002, 1508 p. (ISBN 2-221-08751-8 et 2-221-09744-0)
- Olivier Chaline, Philippe Bonnichon et Charles-Philippe de Vergennes (dir.), Les marines de la Guerre d'Indépendance américaine (1763-1783) : L'instrument naval, t. 1, Paris, PUPS, 2013, 453 p. (ISBN 978-2-84050-890-8).
- Olivier Chaline, Philippe Bonnichon et Charles-Philippe de Vergennes (dir.), Les marines de la Guerre d'Indépendance américaine (1763-1783) : L'opérationnel naval, t. 2, Paris, PUPS, 2018, 457 p. (ISBN 979-10-231-0585-8).
- Étienne Taillemite, Dictionnaire des marins français, Paris, Tallandier, coll. « Dictionnaires », octobre 2002, 537 p. [détail de l’édition] (ISBN 978-2847340082)
- Jean Meyer et Martine Acerra, Histoire de la marine française : des origines à nos jours, Rennes, Ouest-France, 1994, 427 p. [détail de l’édition] (ISBN 2-7373-1129-2, BNF 35734655)
- Rémi Monaque, Une histoire de la marine de guerre française, Paris, éditions Perrin, 2016, 526 p. (ISBN 978-2-262-03715-4)
- Martine Acerra et André Zysberg, L'essor des marines de guerre européennes : vers 1680-1790, Paris, SEDES, coll. « Regards sur l'histoire » (no 119), 1997, 298 p. [détail de l’édition] (ISBN 2-7181-9515-0, BNF 36697883)
- Jean-Michel Roche (dir.), Dictionnaire des bâtiments de la flotte de guerre française de Colbert à nos jours, t. 1, de 1671 à 1870, éditions LTP, 2005, 530 p. (lire en ligne)
- Onésime Troude, Batailles navales de la France, t. 2, Paris, Challamel aîné, 1867, 469 p. (lire en ligne)
- Georges Lacour-Gayet, La marine militaire de France sous le règne de Louis XVI, Paris, éditions Honoré Champion, 1905 (lire en ligne)
- Journal historique et littéraire de Luxembourg du 1er novembre 1779, Nouvelles de Paris, page s179.